# Chain 1
Chain 1 for fourteen players is een compositie van Witold Lutosławski en is zoals de titel aangeeft geschreven voor veertien musici. De Poolse titel geeft een ruimere omschrijving: voor kamerensemble. Het werk is geschreven voor de solisten binnen het London Sinfonietta. De componist schreef over het werk, dat de muziek zich ontwikkelt als een ketting/keten (chain). De melodielijnen zijn niet boven elkaar gestapeld of achter elkaar gezet als in een “normale” compositie, maar een nieuwe lijn/thema begint midden in de vorige. Lutosławski had meer werken van dit type voor ogen, want het werk heette vanaf het begin Chain 1. Er kwamen nog een Chain 2 en Chain 3, maar vervolgens bleef het stil in de serie.  
De componist leidde zelf de eerste uitvoering op 4 oktober 1983 met het London Sinfonietta in de Queen Elizabeth Hall.
Lutosławski schreef het werk voor:
- 1 dwarsfluiten (tevens piccolo en altfluit), 1 hobo (tevens althobo), 1 klarinet, 1 fagot
- 1 hoorns, 1 trompetten, 1 trombones
- percussie,  klavecimbel
- 2 violen, 1 altviool, 1 cello, 1 contrabas

## Discografie
- Uitgaven Naxos
  - New Music Concert Ensemble o.l.v. componist (opname 24 oktober 1993)
  - in hun serie met muziek van de componist